# Ozodiceromya metallica
Ozodiceromya metallica är en tvåvingeart som först beskrevs av Krober 1914.  Ozodiceromya metallica ingår i släktet Ozodiceromya och familjen stilettflugor.
Artens utbredningsområde är New Mexico. Inga underarter finns listade i Catalogue of Life.